# Sermylassa
Sermylassa là một chi bọ cánh cứng trong họ Chrysomelidae.
Chi này được miêu tả khoa học năm 1912 bởi Reitter.

## Các loài
Các loài trong chi này gồm:
- Sermylassa halensis (Linnaeus, 1767)
- Sermylassa halensis Linnaeus, 1767